# Gare de Longueau
Gare de Longueau – stacja kolejowa w Longueau, w departamencie Somma, w regionie Hauts-de-France, we Francji.
Jest stacją Société nationale des chemins de fer français (SNCF), obsługiwaną przez pociągi Intercités i TER Picardie.